# Stockweiherbach (Würzbach)
Der Stockweiherbach ist ein linker, von Nordwesten kommender Zufluss des Würzbachs in der Gemarkung Hassel der Stadt St. Ingbert im Saarpfalz-Kreis im Saarland.

## Geographie

### Verlauf
Das Quellgebiet des Bachs liegt in einem flachen Wiesengelände. Von links mündet der kleine Zufluss Stocklandbach in ihn. In seinem weiteren Verlauf durchfließt der Stockweiherbach den Griesweiher, bevor er in der Nähe des Rittershofes I in den aus dem Ritterstal kommenden Würzbach mündet.

### Griesweiher
Der Griesweiher ist ein kleinerer Weiher auf der Gemarkung von Hassel im Saarpfalz-Kreis.

## Verkehr
Parallel zum Stockweiherbach verlief einst die Bahntrasse zum Hasseler Tunnel.